# 櫻桃汁
櫻桃汁是一種由樱桃組成的果汁，它作為飲料消費、各種加工食品和飲料的成分，也作為營養補充品銷售。通過熱壓或冷壓櫻桃，收集果汁，然後過濾和巴斯德消毒法來生產。

## 用法

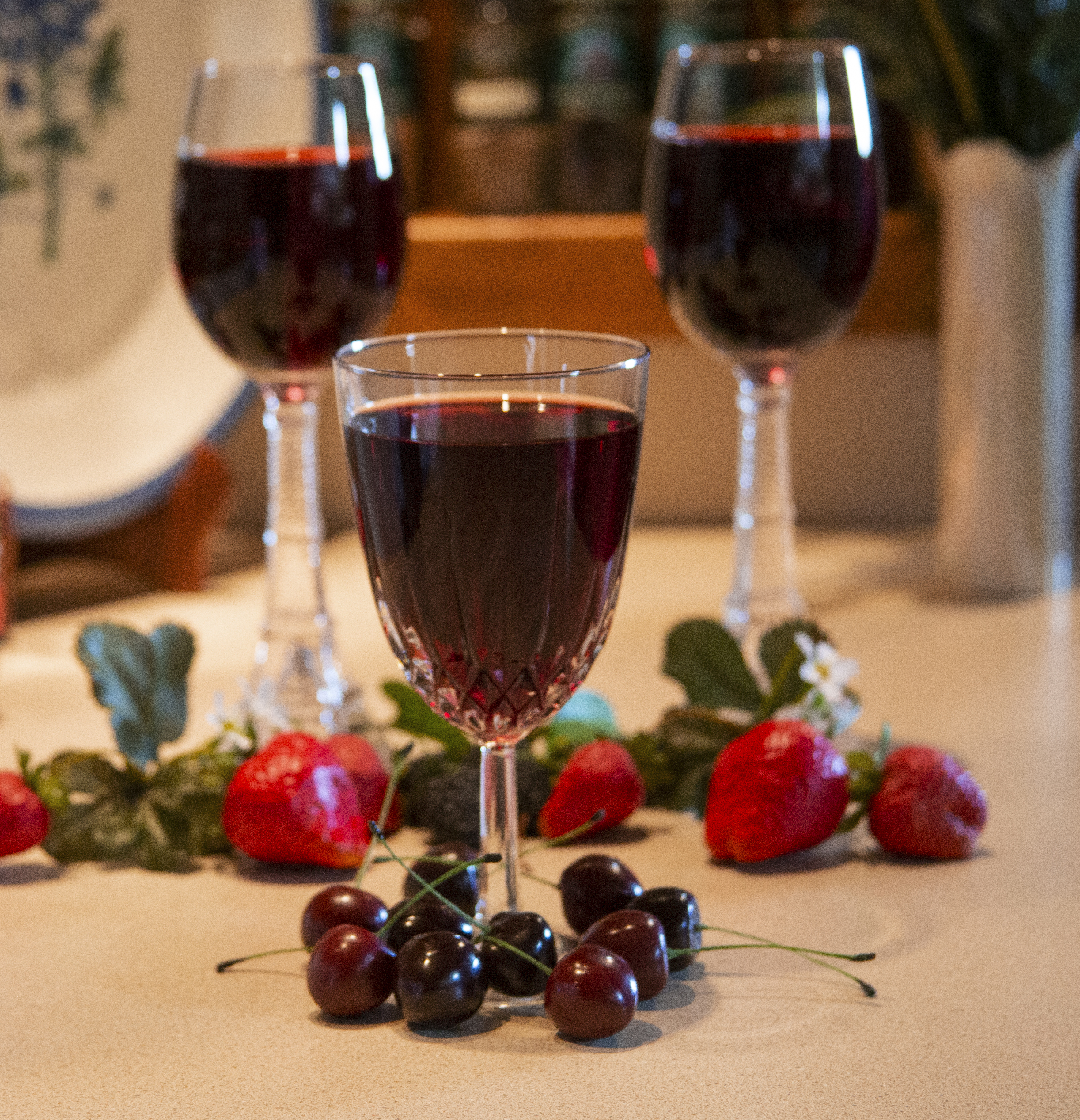
一杯蒙莫朗西酸櫻桃汁

### 作為食物
櫻桃汁是一種大量生產的食品，它作為飲料消費、各種加工食品和飲料的成分。不只有時被用作櫻桃冰淇淋和櫻桃派的成分，它也被用作櫻桃酒和櫻桃彈跳酒的成分。櫻桃果凍也已使用櫻桃汁生產，食品制造业通過櫻桃濃縮汁的方式來生產混合果汁。